# Didiusz Julianus
Didiusz Julianus, Marcus Didius Severus Iulianus (ur. 30 stycznia 133 w Mediolanie, zm. 1 czerwca 193 w Rzymie) – cesarz rzymski od 28 marca 193 do swojej śmierci.

## Życiorys
Didiusz Julianus urodził się w rodzinie ekwickiej, która wzbogaciła się na handlu ale nie poszedł w ślady swych przodków i wybrał karierę urzędniczą i wojskową. Był prawdopodobnie galijskiego pochodzenia, jego zromanizowaną rodzinę łączyło też pokrewieństwo z matką cesarza Marka Aureliusza w której domu się wychowywał. Matka Didiusza do swych krewnych zaliczała także Salwiusza Juliana, słynnego prawnika z czasów cesarza Hadriana. Żoną Didiusza Julianusa była Manlia Skantylla, z którą miał córkę Didię Klarę.
Didiusz dzięki poparciu matki Marka Aureliusza i jego samego, zawdzięczał pierwsze godności, urzędy oraz miejsce w senacie. Najpierw sprawował pewne funkcje u boku namiestników Afryki i Grecji. Później dowodził XXII legionem nad Renem i pokonał tam germański lud Chattów. Następnie przez kilka lat zarządzał prowincją Gallią Belgicą, gdzie odparł najazd germańskich Chauków. Dzięki tym sukcesom został w roku 175 konsulem. Był namiestnikiem Dalmacji, gdzie pokonał plemiona górskie oraz Germanii Dolnej. Za rządów cesarza Kommodusa objął stanowisko prefekta funduszów alimentacyjnych w Rzymie – w tym czasie oskarżono go o udział w spisku przeciwko cesarzowi, który przychylnie potraktował Didiusza i uznał go za niewinnego, skazując na śmierć żołnierza floty rzymskiej, który był oskarżycielem. W związku z tym Didiusz osiadł na krótki czas w Mediolanie, by potem zostać namiestnikiem Pontu i Bitynii w Azji Mniejszej, a następnie Afryki.
Pod koniec 192 zginął cesarz Kommodus, a w marcu 193 pretorianie zabili jego następcę Pertynaksa. Według historyka Kasjusza Diona, Didiusz dowiedział się o tym na uczcie. Podpity senator postanowił sam sięgnąć po cesarską purpurę. Udał się w tym celu do koszar pretorianów, licząc na ich poparcie w zamian za obietnicę wysokiego stipendium. W koszarach przelicytował prefekta Rzymu Flawiusza Sulpicjana, oferując każdemu żołnierzowi gwardii 25 tysięcy sestercji. Dnia 28 marca 193 złożono mu przysięgę na wierność, a on zobowiązał się przywrócić obalone posągi Kommodusa i nie prześladować Flawiusza Sulpicjana, co też uczynił. Senat przyjął uchwałę i uznał Didiusza Julianusa za cesarza z woli wojska, senatu, ludu ale nowy cesarz nie cieszył się poparciem ludu i senatu.
Na początku kwietnia przeciwko Didiuszowi wystąpili i obwołali się cesarzami namiestnicy Panonii – Septymiusz Sewer, Brytanii – Klodiusz Albinus i Syrii – Pescenniusz Niger, mianowani przez swoich żołnierzy. Najenergiczniej postępował Septymiusz Sewer, którego legiony naddunajskie znajdowały się najbliżej Italii. Sewer ruszył na czele swoich legionów na Rzym; po drodze wiele miast otwierało przed nim swoje bramy, a mieszkańcy wiwatowali na jego cześć z gałązkami wawrzynu w dłoniach.
Cesarz Didiusz Julianus ogłosił Sewera wrogiem publicznym, wysłał oficera-zabójcę z zadaniem zabicia rywala, stosował magię i wydał rozkaz fortyfikowania Rzymu. Pretorianie przeszli jednak na stronę Sewera, kiedy ten obiecał, że nie spotka ich nic złego, jeśli wydadzą zabójców cesarza Pertynaksa. Septymiusz Sewer zdobył Rzym, a Didiusz Julianus został zamordowany przez pretorianów w pałacu 1 czerwca 193. Kasjusz Dion podaje, że Didiusz umierając rzekł: „I co ja zrobiłem tak strasznego?”.